# Осокін Василь Васильович
Васи́ль Васи́льович Осо́кін (9 березня 1894 , Рязанський повітd, Рязанська губернія  — 12 листопада 1960 , Москва ) — радянський військовий і політичний діяч. Генерал-лейтенант, виконувач обов'язків народного комісара внутрішніх справ Української РСР (1938). Кандидат у члени ЦК КП(б)У в червні 1938 — травні 1940 року. Член ЦК КП(б)У в травні 1940 — січні 1949 року. Депутат Верховної ради УРСР 1-го скликання.

## Біографія
Народився 9 березня 1894 року, в селі Томушово Рязанського повіту Рязанської губернії. У 1910 році закінчив двохкласну вчительську школу в с. Спас-Клепики; Здав екстерном іспити на шкільного вчителя, Рязань (1911); 4-та школа прапорщиків, Москва (1915). Вища школа прикордонників ОДПУ СРСР (1927).
З 09.1912 — 06.1914 — вчитель сільської школи, хутір Савицький Ахтирського повіту. З 06.1914 — 01.1915 — завідувач діловиробництвом Єгорівського лісництва, Рязанської губернії.
З 01.1915 — 05.1915 — рядовий 208-го піхотного запасного батальйону, Рязань. З 10.1915 — 05.1916 — прапорщик роти 75-го піхотного полку. З 05.1916 — 11.1917 — командир взводу, командир кулеметної роти 23-ї бригади.
З 12.1917 — 05.1918 — Командир кулеметної роти 9-го зведеного революційного батальйону. З 05.1918 — 02.1919 — В РСЧА: начальник кулеметної команди 34-го стрілецького полку. З 02.1919 — 07.1921 — начальник прикриття, помічник командира парку 22-го Окремого артилерійського важкого дивізіону 16-ї армії. Член РКП(б) з 1920 року.
З 07.1921 — 05.1922 — В органах ВЧК-ОДПУ-НКВС-МВС: начальник кулеметної команди Окремого полку ОВ Західного фронту. З 05.1922 — 1924 — комбат прикордонного Окремого батальйону, помічник командира полку, Новоросійськ. З 1924 — 04.1925 — помічник начальника Чорноморського прикордонного загону ОДПУ із стройової і господарської частині. З 04.1925 — 09.1925 — командир полку 5-го Донського ОДПУ — військком.
З 10.1925 — 01.1927 — курсант Вищої школи прикордонників ОДПУ СРСР.
З 01.1927 — 12.1930 — командир полку 5-го Донського ОДПУ — військком.
З 01.1931 — 193? — начальник відділу підготовки УПО і військ ДПУ ПП ОДПУ по ЛВО. З 193? — 10.07.1934 — помічник начальника УПО і військ ДПУ ПП ОДПУ по ЛВО. З 07.1934 — 01.04.1935 — начальник відділу бойової підготовки і озброєння УПВО УНКВС Ленінградської області. З 01.04.1935 — 25.04.1937 — заступник начальника УПВО УНКВС Ленінградської області.
З 25.04.1937 — 09.1937 — начальник УПВО УНКВС Східно-Сибірського краю. З 09.1937 — 29.03.1938 — начальник УПВО УНКВС Іркутської області.
З 29.03.1938 — 1939 — начальник прикордонних і внутрішніх військ НКВС УССР. 26 червня 1938 року був обраний депутатом Верховної Ради УРСР 1-го скликання від Коростишівської виборчої округи Житомирської області.
14 листопада 1938 — грудень 1938 — очолював НКВС УРСР після втечі Олександра Успенського та до приїзду новопризначеного керівника НКВС УРСР Амаяка Кобулова.
У 1939 — 29.10.1940 — начальник прикордонних військ НКВС Київського (Українського) округу.
З 29.10.1940 — 19.11.1949 — начальник ГУМПВО НКВС-МВС СРСР.
З 21.03.1950 — звільнений у запас. 12 листопада 1960 — помер у Москві.

## Нагороди
- два ордени Леніна (02.11.1944, 20.02.1945);
- два ордени Червоного Прапора (1921, 03.11.1944);
- два ордени Червоної Зірки (15.02.1936, 26.04.1940);
- медалі;
- знак «Почесний працівник ВЧК-ГПУ (XV)» (08.04.1934).